# Maša
Maša je v krščanstvu glavni bogoslužni liturgični obred, ki ga poleg Rimskokatoliške cerkve z določenimi razlikami uporabljajo tudi grkokatoliki, anglikanci in evangeličani. V evangeličanskih cerkvah se obred imenuje »Božja služba« in ga opravlja pastor (evangeličanski duhovnik).
Njen osrednji del je evharistična daritev oz. zakrament svete evharistije. Izraz evharistija se sicer včasih napačno uporablja za celotno mašo, vendar je evharistična daritev (evharistično bogoslužje) le tisti del maše, kjer po spremenjenju (po duhovniku) verniki zaužijejo oz. prejmejo Kristusovo telo pod podobo kruha (svete hostije). V evharistični daritvi je poglavitna sprememba, duhovna prisotnost vstajenskega Kristusa med navzočimi verniki, pod obema podobama, tako kruha kot vina.
Z udeležbo pri evharistični daritvi kristjani obnavljajo zavezo iz »zadnje večerje«, pri kateri je Kristus v prisotnosti apostolov pod podobama kruha in vina prvič daroval svoje telo in kri in jim naročil, naj delajo tako v njegov spomin. Po Matejevem, Markovem, Lukovem evangeliju in Prvem pismu Korinčanov 1 Kor 11,23-25 je Kristus postavil Evharistijo.  

## Etimologija
Maša (lat. missa, iz mittere »poslati, odposlati«) izhaja iz dejstva, da se mašno bogoslužje konča z besedami, ki povedo, da so verniki poslani (missio), da bi v svojem vsakdanjem življenju izpolnjevali Božjo voljo (lat.: Ite, missa est).

## Namen
Namen maše je graditi in utrjevati povezanost med Bogom in ljudmi in sicer preko poslušanja beril iz Svetega pisma in evharistične daritve. V prvem delu maše kristjani zlasti iščejo odgovore na temeljna bivanjska vprašanja in smernice za konkretno vsakdanje življenje po Svetem pismu ter Bogu izrekajo svoje prošnje. V drugem, tako imenovanem evharističnem delu, ima osrednje mesto darovanje. Danes je to darovanje simbolično. Sveta hostija, ki je kruh, delo človeških rok, se prinese za namen darovanja. Pri povzdigovanju ga Jezus po duhovniku spremeni v svoje telo, največji simbol darovanja, saj se je v ljubezni do človeka in človeštva daroval na križu, da bi nas odrešil suženjstva greha. Pri maši verniki prav tako darujejo denar, materialna sredstva, ki so se jim odrekli za Cerkev in uboge, ki jim teh sredstev primanjkuje. Kot daritve pa se na oltar »polagajo« tudi molitve, to so prošnje in zahvale, skrbi in trpljenje vsakega posameznika, vse kar se človeku lepega in hudega zgodi, da bi se Bogu zahvalili za največji dar, ki ga imamo, življenje, ter ga prosili za lajšanje trpljenja ali za stanovitnost v trpljenju.
Maša je prava daritev. Kruh (sveta hostija), ki ga duhovnik v imenu vseh navzočih daruje na oltarju, po spremenjenju prejmejo verniki kot Kristusovo telo. Slednje je namreč telesna in duševna hrana, ki človeka krepča v vsakdanjem življenju. Maša je tudi ponavzočenje Kristusove žrtve na križu na Kalvariji.
Za kristjana je udeležba pri maši tudi izpolnjevanje tretje Božje zapovedi, ki pravi Posvečuj Gospodov dan in prve cerkvene zapovedi, ki pravi Udeležuj se maše v nedeljo in druge zapovedane praznike in ne opravljaj nobenih del in dejavnosti, ki ogrožajo posvečevanje teh dni, zato so k temu zavezani.
Sveti Janez Marija Vianney, ki velja za vzor rimskokatoliškim duhovnikom, je od vseh duhovniških opravil najbolj cenil mašo. Pomenila mu je sonce duhovniškega življenja. Kakor je rekel, Vsa dobra dela skupaj ne odtehtajo svete maše, ker so človeška dela, maša pa je Božje delo. Njegovo maševanje je bilo najbolj prepričljiva kateheza o sveti daritvi.

## Zgodovina
V preteklosti so ljudje k darovanju bogu prinašali svoje izdelke ali poljske pridelke in jih polagali na oltar v zahvalo. Ta običaj je izviral iz antičnega poganskega in judovskega obredja, kjer so bogu (bogovom) žrtvovali predvsem živali. To so storili tako, da so žival zadavili, položili na oltar in zažgali. Tako so jih »pretvorili« v dim, ki se dviguje proti bogu, ta pa jo na tak način sprejme. Od tod tudi izvor besede oltar, ki prihaja iz latinskega altare, to je žrtvenik.

## Rimskokatoliški rimski obred svete maše
V Rimskokatoliški cerkvi potek maše določa Rimski misal, v Sloveniji sveta maša v Cerkvi poteka po Rimskem obredu (lat. ordo ali ritus romanum), ki je nastajal od 3. do 5. stoletja v Rimu in se nato razširil po Evropi, ustalil se je med vladanjem Karla Velikega. Močno je bil spremenjen po Drugem vatikanskem koncilu.

### Drugi vatikanski koncil
Drugi vatikanski koncil (1962 - 1965) je določil kar nekaj sprememb glede obreda svete maše in drugih ureditev. Najvidnejše so naslednje: 
- obred maše sme biti v domačem (narodnem) jeziku. Do leta 1965 so bili vsi mašni obrazci v latinščini, le pridiga je bila v domačem jeziku;
- maša se ne opravlja več pri glavnem oltarju v cerkvi, ampak pri oltarni mizi, tako da duhovnik gleda proti ljudem in jim ne kaže hrbta;
- pridiga (homilija) se ne opravlja več s prižnice, ampak z ambona.

## Red svete maše
| Začetni obred                                                                          |
| -------------------------------------------------------------------------------------- |
| Vstopni spev in pozdrav                                                                |
| Kesanje (priznanje grehov in grešnosti ter kesanje (obžalovanje)                       |
| Gospod, usmili se (Kyrie)                                                              |
| Slava (Gloria)** ali Aleluja*                                                          |
| Glavna prošnja                                                                         |
| Besedno bogoslužje                                                                     |
| Branje Božje besede (prvo in drugo berilo iz stare in nove zaveze)**, Psalm, Evangelij |
| Homilija ali pridiga***                                                                |
| Véra (Credo)                                                                           |
| Prošnje za vse potrebe - Odgovor: »Prosimo te usliši nas!«                             |
| Evharistično bogoslužje                                                                |
| Prinašanje darov (simbolično) in posebej na Zahvalno nedeljo fizično                   |
| Prošnja nad darovi                                                                     |
| Evharistična molitev                                                                   |
| Svét si ti, Gospod (Sanctus)                                                           |
| Blagoslovljen (Benedictus)                                                             |
| Spremenjenje                                                                           |
| Oče naš                                                                                |
| Pozdrav miru in sprave**                                                               |
| Jagnje Božje (Agnus Dei)                                                               |
| Evharistija in obhajilo                                                                |
| Prošnja po obhajilu                                                                    |
| Sklepni obred                                                                          |
| Blagoslov                                                                              |
| (zaključek z duhovnikovimi besedami »Pojdite v miru!« - Odgovor: »Bogu hvala!«)        |
| * v postnem času se lahko poje druga primerna pesem                                    |
| ** ni pri vseh mašah                                                                   |
| *** pri nedeljskem ali prazničnem bogoslužju                                           |

## Rimskokatoliški milanski obred svete maše (razlike)
Začetnik milanskega obreda svete maše je sveti Ambrož, milanski obred pri bogoslužju uporabljajo v Milanu in okolici. Danes ni v primerjavi z rimskim obredom več velikih razlik, ker je že zelo romaniziran. 
Posebnosti: najprej je pozdrav, nato pa pokropitev z blagoslovljeno vodo v spomin krsta, sledijo kesanje, Slava (Gloria) ali Aleluja ter prošnje za vse potrebe. 
Pri besednem bogoslužju tudi bralec beril prosi duhovnika za blagoslov. Pri prošnjah vsi klečijo. Pred darovanjem je pozdrav miru. Prinašalce darov duhovnik blagoslovi, sledi izpoved vere (Credo). Evharistične molitve so prevzeli po II. vatikanskem koncilu. Po vzkliku »Skrivnost vere« vselej molijo Reši nas… (rimski obred je prevzel vzklik od njih). Drugačna je tudi doksologija (po Kristusu…). Po spremenjenju sledi očenaš, zatem pa obhajilo.

## Vrste rimskokatoliških maš
Glede na način slavljenja je maša lahko tiha (lat. missa lecta), peta (lat. missa cantata), to je s spremljavo orgel (ali drugih glasbil), pevcev ali zbora, ali slovesna (missa solemnis). Glede na namen je lahko obredna (poroka, krst, obhajilo, birma) ali pogrebna. Novomašnik v domači župniji po mašniškem posvečenju prvič obhaja t.i. »novo mašo«. Škof lahko opravlja pontifikalno mašo (lat. missa pontificalis), papež pa papeško mašo (lat. missa papalis). Dopoldan na veliki četrtek, škof v stolnici pri Krizmeni maši, pri kateri somašujejo tudi zastopniki duhovnikov, blagoslovi t.i. sveta olja: Katehumensko (krstno) olje, sv. krizmo, ter bolniško olje.

### Nedeljske maše s posebnimi nameni
V bogoslužju so se ustalile nekatere nedelje, ki imajo poseben pastoralno vzgojni namen. Take so nedelja duhovnih poklicev (četrta velikonočna nedelja), ekumenska nedelja (nedelja po prazniku sv. Cirila in Metoda ali ob koncu septembra), misijonska nedelja (tretja nedelja v oktobru), žegnanjska nedelja (nedelja pred Vsemi svetimi) in zahvalna nedelja (prva nedelja v novembru, razen če je takrat praznik Vseh svetih). 

### Drugo
Veliki petek je edini dan v katoliškem cerkvenem letu, ko ni svete maše, ampak obredi, ki so najstarejša dediščina starokrščanskega bogoslužja in pobožnosti.

## Evangeličanski obred Božje službe
| ZAČETNI OBRED                                                                   |
| ------------------------------------------------------------------------------- |
| Vstopni spev in pozdrav                                                         |
| Kesanje (priznanje grehov in grešnosti ter obžalovanje)                         |
| Slava (Gloria)** ali Aleluja*                                                   |
| BESEDNO BOGOSLUŽJE                                                              |
| Branje Božje besede (prvo in drugo berilo iz stare in nove zaveze)**, Evangelij |
| Homilija ali pridiga s prižnice***                                              |
| Nicejsko-carigrajska veroizpoved                                                |
| EVHARISTIČNO BOGOSLUŽJE                                                         |
| Prinašanje darov                                                                |
| Prošnja nad darovi                                                              |
| Evharistična molitev                                                            |
| Spremenjenje                                                                    |
| Oče naš                                                                         |
| Pozdrav miru                                                                    |
| Obhajilo                                                                        |
| Prošnja po obhajilu                                                             |
| SKLEPNI OBRED                                                                   |
| Blagoslov                                                                       |
| * v postnem času se lahko poje druga primerna pesem                             |
| ** ni pri vseh mašah                                                            |
| *** pri nedeljskem ali prazničnem bogoslužju                                    |